# Имбро Игњатијевић Ткалац
Имбро Игњатијевић Ткалац (Карловац, 6. мај 1824 — Рим, 6. јануар 1912), хрватски публициста и политичар, доктор права и филозофије

## Биографија
Имбро Ткалац је рођен 1824. године у Карловцу, у данашњој Хрватској. Био је најмлађе дете у богатој трговачкој породици првобитно "Ткалец" (по кајкавском), која је пореклом из Туропоља. Прешли су крајем 18. века у Карловац и стекли новцем племство - са предикатом "от Ткалац". Прандеда Стефан Михајловић је својевремено постао богат и угледни грађанин Карловца. Кренуо је од лађарског момка и крманоша да би за 10 година доспео до сувласника (тумбас) житарске лађе, која је пловила до Баната. Отац Игњат трговац и властелин је имао посед у Мостању или Водостају, са којег је долазио у град, где је активно учествовао у друштвеном животу. Млади Ткалац је основну ("пучку") школу и Нижу гимназију завршио у родном месту. Гимназијско образовање довршио је у Гразу од пролећа 1843. године. Студирао је право и филозофију у Немачкој, у Берлину и Минхену. Затим се бави 1846-1847. године у Паризу, где је наставио образовање. Крајем 1847. године у Бечу се упознао са Вуком Караџићем, у чији је дом свратио. Јануара 1848. године вратио се у Немачку.
Докторирао је 1848. године у Хајделбергу са тезом: "О увођењу Хришћанства међу Словене", и онда био је једно време доцент славистике на Хајделбершком универзитету. Због смрти оца вратио се 1849. године кући, у Хрватску. Није успео да добије професорску катедру у загребачкој Краљевској академији. Бавио се интензивно публицистичким радом, пишући за лист "Südslawische Zeitung". Чланке из новина је сабрао и објавио 1850. године их у књизи под насловом "Исток и Запад: политички прегледе". Док је живео у Загребу био је десет година тајник (секретар) Загребачке привредне коморе (1851—1861).

## Политички рад
Имбро (или Мирко)Ткалац је био уредник дневниx новинa Ost und West Исток и Запад (новине), који је излазио у Бечу и то на немачком језику, од 4/16. марта 1861. године. У прогласу којим је најавио излазак тог листа, истакао је као примарни циљ: Заступање општих и заједничких интереса народних и политичких интереса свих Словена у Аустрији. Својим активностима замерио се аустријском Шмелинговом режиму од којег му је сад запретила велика реална опасност. Против њега као уредника је 3. маја 1862. године државни тужилац у Бечу покренуо "преску" (новинску) парницу, због више спорних текстова објављених у том листу. Он је пред европском јавношћу бранио Словене, а понајвише Србе у Аустријској царевини. Сматрао је прво неопходним да се изврши конфедерација аустријског царства. Марта 1863. године осудио га је бечки државни суд на осам месеци тешке робије, са губитком племства и кауцијом од 1.100 ф. Постао је тако мученик "Словенства", утманичен а оштећеног здравља. Да би помогли породици осуђеника, у Карловцу је скупљен прилог од 152 ф. који је предат његовој супрузи. Бискуп Штросмајер велики Имбров пријатељ, је међу првима дао прилог од чак 1.000 ф. Пуштен је раније из тамнице као болестан, на условну слободу. Отишао је у Берлин па се вратио у јесен у Беч. Наставио је излажење листа у јесен 1863. године. То је већ био политички рад због којег су га хтеле власти ухапсити, али је успео да побегне у Русији.

## Преузимање и наставак радаOst und WestИсток и Запад (новине)
Уређивање и издавање Ost und West Исток и Запад (новине) je преузео и поново покренуо један од најбољих политичких писаца,доктор филозофије,словенске филологије, адвокат и публициста Александар Сандић.Од Срба у листу су сарађивали Светозар Милетић, Михајло Полит-Десанчић, Стеван Павловић и други.

## Борба за словенску слогу,eмиграција и смрт у Риму
Али ни тамо није могао да остане дуже због неповољне климе.Руски цар Александар му је поклонио 1858. године "за књижевне заслуге" вредан прстен са брилијантима. Гоњен од Аустрије скрасио се прво кратко у Француској, па за стално у Италији, где га је прво италијански премијер Мингети, 1863. године примио у Министарство унутрашњих послова. Уследила је његова дипломатска каријера, коју је почео као саветник при Министарству спољних послова. У пролеће 1864. године налази се у Торину, где је позван, као политички емигрант. Ишао је касније као дипломат, новоформиране италијанске владе у Фиренци - у Рим. Био је владин извештач са Првог Ватиканског сабора (1869—1870). Године 1866. објавио је у Паризу књигу под насловом: Питање Аустријско - Коме, Како и Када ваља решити га? Била је то посланицу "браћи Хрватима и Србима" (у царевини) у којој је без скрупула указао на Аустрију као европски проблем. Чији режим тлачи највише Хрвате и Србе, те стоји на путу националних ослобођења, уједињења и напретка. Због тих ставова Ткалац се од 1866. године морао трајно настанити у Риму. Током странствовања у Италији много је писао чланака и књига, на немачком језику, најчешће под псеудонимом "Хектор Франк".
Био је загрижени поборник међунационалне, словенске "братске" слоге Хрвата и Срба. Ослањао се у политичком раду на Кнежевину Србију и царску Русију. Рушењем реакционарне Аустрије која се налазила у средишту Европе и кочила сваки напредак, видео је решење јужнословенског проблема. Ткалац се најпре од 1863. године залагао за југословенску федерацију четири народа (Срба, Хрвата, Словенаца и Бугара), да би се коначно приклонио српској националној идеји о водећој улози Србије. По њему је оружани устанак против Аустрије једино водио ослобођењу.
Велики Словен, Имбро Игњатијевић Ткалац умро је првих дана 1912. године у Риму, у Италији, где је и сахрањен. Претходно је 1910. године потпуно ослепео.

## Хрватски вуковац и велики Словен
Ткалац је био велики поштовалац Вука Ст. Караџића, његов пријатељ и сарадник. Сматрали су га за безкомпромисног хрватског вуковца (присталицу). Узео је угледајући се на Вука и Русе, средње име по оцу Игњату. Познавао је лично Његоша, а упознали су се 1847. године у Бечу код Вука, и писао афирмативно штиво о црногорском песнику - владару, у страним листовима (1896). На Његошев позив Ткалац је провео извесно време 1850. године у Црној Гори као драг гост. На Белинском конгресу 1878. године на аудијенцији Ткалац је био тумач црногорској делегацији. Јавља се више пута као претплатник али и скупљач претплате српских књига и листова.
Предузимљиви и пожртвовани Ткалац је учествовао у много културно-националних подухвата. Снимио је и објавио многе српске средњевековне владарске хрисовуље, и тако их спасио од нестанка. Јула 1862. године изнео је у јавност предлог да се у Бечу 1863. године организује велики братски скуп "свих Слована", по узору на друге велике народе. Још за време студија 1866. године објавио је јавни проглас да намерава у Загребу отворити "свесловенску књижару". Ткалац је 1859. године као издавач, по други пут (претходно 1857. године на латиници) објавио у Загребу књигу Ивана Мажуранића, сада на "славенскијем писменима" (ћирилици). Радило се о чувеном делу "Смрт Смаил-аге Ченгића" које ће продавати "у корист пензионог фонда за удовице и сирочад православног свештенства у Далмацији".
Постао је 2. јануара 1855. године "коресподентни члан" (дописни) београдског Друштва Србске словесности. Када је оно променило име у Српско учено друштво изабран је за дописног члана 29. јула 1864. године. У Српској Краљевској академији постао је 15. новембра 1892. године "почасни члан".

## Дела
- "Успомене из младости у Хрватској", књ.1-2, Београд 1925-1926.
- "Das Staatsrecht des Fürstenthums Serbien", (Државно право Књажевине Србије) Лајпциг 1858.